# Gertjan Verbeek
Gerrit Jan Alfons Verbeek, más conocido como Gertjan Verbeek, es un exfutbolista y entrenador de fútbol neerlandés. Actualmente está libre tras dejar el Adelaide United FC.

## Carrera como jugador
En su etapa como futbolista, Verbeek jugaba como defensa. Debutó en 1984 con el SC Heerenveen. Dos años después fue cedido al Heracles Almelo, pero tras una sola temporada, regresó al SC Heerenveen. Se retiró en 1994.

## Carrera como entrenador
Después de retirarse como jugador en 1994, Verbeek permaneció en el SC Heerenveen como asistente. Se fue al Heracles Almelo en 2001, y después de tres exitosos años, fue contratado como el sucesor de Foppe de Haan al frente del SC Heerenveen en 2004. Llevó a este equipo al 5º puesto en la Eredivisie 2007/08.
En 2008 se incorporó al Feyenoord, pero fue despedido después de un altercado con sus jugadores tras unos meses en su cargo. Su siguiente destino fue el Heracles Almelo en 2009, al que guio a un 6º puesto en la Eredivisie.
El AZ Alkmaar lo contrató como nuevo técnico a partir de la temporada 2010-2011, y con este equipo ganaría una Copa de los Países Bajos. El 29 de septiembre de 2013, el AZ destituyó a Verbeek alegando falta de sintonía con los jugadores.
Poco después, el F. C. Núremberg lo fichó a finales de octubre de 2013, en la que fue su primera experiencia como técnico fuera de los Países Bajos, con un contrato hasta el 30 de junio de 2015 con la misión de lograr la permanencia. El equipo alemán no había ganado ningún partido y Verbeek prometió no afeitarse hasta lograrlo. Finalmente, tras dos derrotas y cinco empates, el Núremberg consiguió la primera victoria de la temporada en el primer partido de la segunda vuelta de la Bundesliga, y salió del descenso en la semana siguiente al volver a ganar su partido. Pero después de esta reacción, el equipo del sur de Alemania volvió a encadenar malos resultados (8 derrotas en 9 partidos) que lo llevaron al penúltimo lugar y derivaron en la destitución de Verbeek en abril de 2014, a falta de 3 jornadas para el final del campeonato.
En diciembre de 2014, firmó un contrato como nuevo entrenador del VfL Bochum a partir del 1 de enero de 2015. Permaneció en el cargo durante una temporada y media, hasta que se desvinculó del club en julio de 2017.
En octubre de 2017, regresó a su país, incorporándose al FC Twente. Sin embargo, fue despedido tras sólo 5 meses.

## Clubes

### Como jugador
| Club            | País         | Año       | Partidos | Goles |
| --------------- | ------------ | --------- | -------- | ----- |
| SC Heerenveen   | Países Bajos | 1984-1986 | 43       | 7     |
| Heracles Almelo | Países Bajos | 1986-1987 | 31       | 9     |
| SC Heerenveen   | Países Bajos | 1987-1994 | 211      | 31    |

### Como entrenador
| Club               | País         | Año       | P   | PG  | PE  | PP  | % v.   |
| ------------------ | ------------ | --------- | --- | --- | --- | --- | ------ |
| Heracles Almelo    | Países Bajos | 2001-2004 | 113 | 57  | 22  | 34  | 56.93% |
| SC Heerenveen      | Países Bajos | 2004-2008 | 173 | 81  | 34  | 58  | 53.37% |
| Feyenoord          | Países Bajos | 2008-2009 | 26  | 8   | 4   | 14  | 35.9%  |
| Heracles Almelo    | Países Bajos | 2009-2010 | 39  | 19  | 6   | 14  | 53.85% |
| AZ Alkmaar         | Países Bajos | 2010-2013 | 157 | 76  | 33  | 48  | 55.41% |
| F. C. Núremberg    | Alemania     | 2013-2014 | 22  | 5   | 5   | 12  | 30.3%  |
| VfL Bochum         | Alemania     | 2015-2017 | 98  | 35  | 32  | 31  | 46.6%  |
| FC Twente          | Países Bajos | 2017-2018 | 21  | 2   | 8   | 11  | 22.22% |
| Adelaide United FC | Australia    | 2019-2020 | 26  | 14  | 0   | 12  | 53.85% |
| Total              | Total        | Total     | 675 | 297 | 144 | 234 | 51.11% |